# Camp de concentració de Camposancos
El camp de concentració de Camposancos va ser un dels camps de concentració del franquisme i va acollir presos polítics i combatents de l'Exèrcit popular de la República. Situat a la parròquia de Camposancos del municipi d'A Guarda (Pontevedra), va estar actiu entre 1937 i 1941.

## Creació del camp
Aquest camp de concentració es va instal·lar a la finca i edificis que feia temps havien estat un col·legi jesuïta i una de les primeres universitats d'aquesta mateixa companyia. Durant les primeres setmanes de la guerra, les autoritats militars el van utilitzar com a centre de reclusió. A finals de 1937 es va reconvertir en camp de concentració, que va acollir a més de 2000 presoners tot i que la seva capacitat era de vuit-cents seixanta-vuit segons l'informe de la Inspección de Campos de 1938. Va tancar el 31 d'agost de 1941, quan els presos que quedaven van ser traslladats a altres presons.

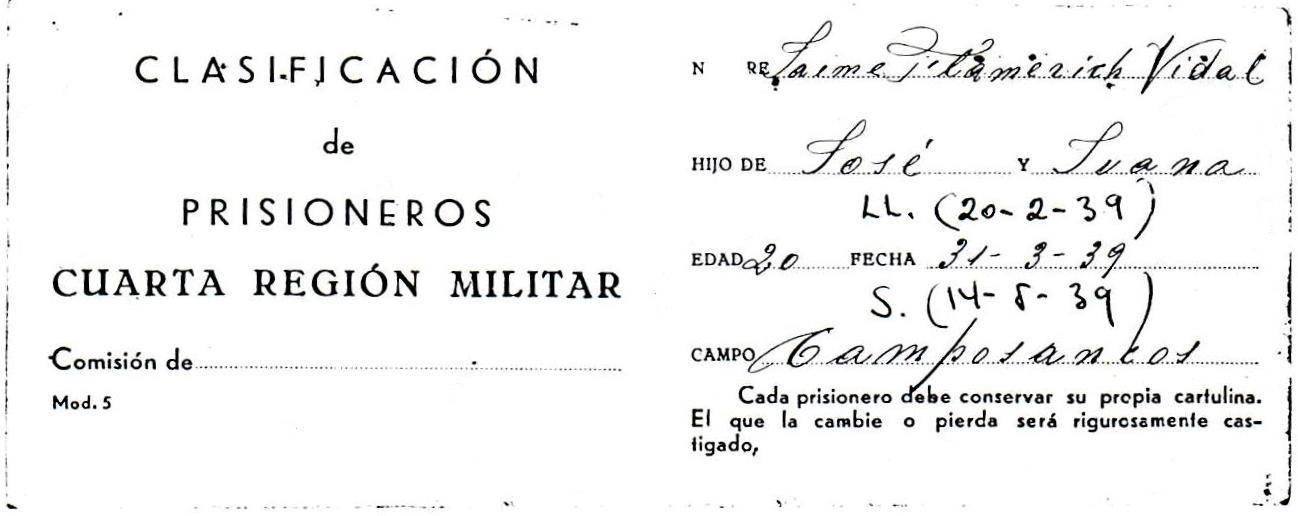
Cartulina de classificació